# Silencio en la nieve
Silencio en la nieve és una pel·lícula de thriller de coproducció hispano-lituana del 2011 dirigida per Gerardo Herrero, ambientada en el Front Oriental de la Segona Guerra Mundial i protagonitzat per Carmelo Gómez i Juan Diego Botto. El guió és de Nicolás Saad que fa una adaptació de la novel·la El tiempo de los emperadores extraños d'Ignacio del Valle. Fou rodada a Lituània i a la Ciutat de la Llum.

## Sinopsi
Front rus, hivern de 1943. La Divisió Blava és formada per 18.000 voluntaris espanyols enviats pel règim franquista per donar suport a les tropes alemanyes per tal de lluitar contra l'Exèrcit Roig. Un matí, un batalló de la Divisió Blava descobreix una sèrie de caps de cavall escampats a la superfície gelada del llac, en un dels cavalls, el cos d'un oficial sacrificat amb, al pit, una estranya frase escrita sobre un ganivet: "Cuida't, Déu et mira”. Seguiran altres assassinats. El responsable de la investigació és el soldats Arturo Andrade, antic inspector de policia precís i rigorós, supervisat pel sergent Espinosa. Al seu davant, 18.000 sospitosos. Arturo descobreix vincles entre els assassinats i la maçoneria. Forma una segona hipòtesi: la víctima podria haver estat un agent pro-soviètic infiltrat a la divisió, i "Aneu amb compte, Déu us mira", un avís per als altres talps.

## Repartiment
- Juan Diego Botto	...	Arturo Andrade
- Carmelo Gómez	...	Sargento Espinosa
- Víctor Clavijo	...	Estrada
- Jordi Aguilar	...	Cabo Aparicio
- Gabriele Malinauskaite	...	Zira
- Sergi Calleja	...	Tiroliro
- Rafa Castejón	...	Isart
- Francesc Orella	...	Reyes Zarauza
- Jorge de Juan	...	Paramio

## Nominacions
XXI Premis de la Unión de Actores
| Categoria                   | Persona        | Resultat |
| --------------------------- | -------------- | -------- |
| Millor actor secundari      | Carmelo Gómez  | Nominat  |
| Millor actor de repartiment | Víctor Clavijo | Nominat  |

Medalles del Cercle d'Escriptors Cinematogràfics de 2012
| Categoria           | Receptor(s)  | Resultat |
| ------------------- | ------------ | -------- |
| Millor guió adaptat | Nicolás Saad | Nominat  |